# Голицын, Иван Андреевич (старший)
Князь Иван Андреевич Голицын (ум. 30 августа 1655) — русский государственный и военный деятель, стольник, наместник и воевода, затем боярин в Смутное время, во времена правления Михаила Фёдоровича и Алексея Михайловича.

## Биография
Из княжеского рода Голицыных. Старший сын боярина князя Андрея Ивановича Голицына (ум. 1607) и Анны Ивановны Бельской (ум.1624). Младший брат — боярин Андрей Андреевич Голицын (ум. 1638).
В 1600 году воевода в Пскове. В январе 1608 года, в бракосочетании царя Василия Шуйского с княжной Буйносовой, был первым в свадебном поезде. В январе 1614 года подписал одиннадцатым грамоту, данную Собором духовных властей, бояр и всех государственных чинов — боярину и князю Трубецкому за очищение Москвы от поляков на его отчину Вага с волостями.
В 1622 году назначен воеводой в Великом Новгороде.
В 1624 году первый воевода Большого полка в Туле, затем переведен в Астрахань.
В 1628 году, на второй встрече, встречал турецкого посла при его представлении государю и патриарху Филарету.
В феврале 1629 года упомянут в памяти Разбойного приказа об опале, отобрании вотчин и ссылке в Соль Вычегорскую. В это время брат жены Феодосии Андреевны — князь Фёдор Андреевич Телятевский просил Поместный приказ вернуть отобранную вотчину в Тверском уезде, которую ей дал отец в приданое и которая была возвращена брату в августе 1632 года (вероятно до этого времени он ещё находился в ссылке).
23 февраля 1634 года царь Михаил Фёдорович пожаловал князя Ивана Андреевича Голицына в бояре и назначил его главным судьей Владимирской чети (1634—1640). В декабре этого же года встречал турецкого посла на большой встрече при представлении его государю в Золотой палате. В октябре 1635 года, в крестины царевны Софьи Михайловны, на именины царевны Анны Михайловны обедал за столом у государя. В этом же году оставался первым для охраны Москвы во время государевой поездки в село Покровское. В марте, июне и декабре 1636 года, также оставался для охраны столицы во время отсутствия в ней государя, в марте, апреле и июне, в именины царевича Ивана Михайловича обедал у государя в Столовой палате. В июле 1636 года назначен Ярославским наместником и первым в ответе с польскими посланниками, в августе обедал у патриарха в его столовой келье. В 1637 году неоднократно обедал у государя и патриарха, в мае и июле оставлен первым для охраны Москвы, во время отъезда государя.
В апреле 1638 года направлен руководить восстановлением одоевских засек, избрал Одоев своей резиденцией. Ему подчинялись Полошевская (воевода И. Г. Потёмкин), Семёновская (воевода А. Ф. Рязанов), Уляжская (воевода М. И. Зубов) и Боровенская (воевода К. Б. Хрущов) засеки: «…от Полашевских до Семеновских ворот 20 верст, а от Семеновских ворот до Уляжских ворот 8 верст, а от Уляжских ворот до Оки реки 8 же верст, а всего 36 верст, и за Оку реку по Лихвинскую засеку». И. А. Голицын по прибытии объехал весь свой участок засечной черты и подробно описал не только состояние засек, но и положение деловцев (рабочих) и окрестных крестьян, переписал всех людей, сделал подробную опись необходимых восстановительных работ и нарядил людей на эти работы, сделав распоряжения засечным воеводам. Затем он потребовал точное количество орудий, ядер, пороху и оружия для укрепления острогов и ворот в засеках. По приказу князя Ивана Голицына, несмотря на недостаток в людях, воевода Хрущов поставил новую башню на Боровенской засеке; была исправлена Уляжская засека, «что делал по государеву указу Ондреян Резанов… Семеновские ворота завалены лесным завалом накрепко, и завал высок». Между Полашевскими и Семёновскими воротами был выстроен острожек. Иван Андреевич Голицын строго следил за исправностью оружия у стрельцов и требовал у князя И. Б. Черкасского перевода орудий из Алексина поближе к черте. В сентябре того же 1638 года, сдав дела своему заместителю — воеводе Ф. Б. Бутурлину, И. А. Голицын уехал в Москву, где назначен первым воеводою у Серпуховских и Калужских ворот для охранения от прихода крымцев, а с 30 сентября вновь оставлен первым для охраны столицы, в ноябре обедал с государем, в декабре остаётся для охраны Москвы. В марте 1639 года, в день именин царицы Евдокии Лукьяновны, обедал у государя, а в апреле послан первым воеводою в Одоев, для охранения от прихода крымцев и ногайцев. В этом же году неоднократно обедал у государя и патриарха, в мае послан первым воеводою в Казань, где пробыл по 1641 год (вторым — Фёдор Васильевич Бутурлин). В январе 1648 года, в бракосочетании царя Алексея Михайловича с Марией Ильиничной Милославской, ходил первым перед государем. В 1649—1651 годах первый воевода в Астрахани.
Входил в Боярскую думу; сидел во главе Владимирского судного приказа.
30 августа 1655 года боярин князь Иван Андреевич Голицын скончался в своем имении в селе Ощурково Тверского уезда.

## Семья
Женат на княжне Феодосии Андреевне Телятевской (ум. 23 марта 1655), дочери князя Андрея Андреевича Телятевского, потомка тверских князей, от брака с которой имел единственную дочь Ульяну (ум. 1677), выданную замуж за князя Алексея Никитича Одоевского (ум. 1655).
На его попечении была ещё и семья брата Андрея, умершего в 1638 году, сыновьям которого и завещал свои вотчины.

## Критика
Историк А. П. Барсуков упомянул князя и боярина Голицына Ивана Андреевича воеводой в Новгороде в 1655—1657 годах, уже после его смерти. Имеется вероятность, что по официальным документам, назначение прошло, но по факту смерти князя, которое не было известно историку, служба не состоялась. Также в Боярских книгах имеется записи о двух современниках, князьях Голицыны с одинаковыми Именами и Отчествами, один из которых имел титул боярина — Голицын Иван Андреевич, упомянут московским дворянином в 1627—1629 годах, боярин 1640—1676 годах. В связи с имением трёх современников, князей, с одинаковыми полным именем возможна небольшая путаница в службах, которые могут быть приписаны другому лицу.